# Sharon Sullivan
Sharon Sullivan es una arqueóloga australiana, defensora de los derechos indígenas australianos y autora de cinco libros sobre gestión del patrimonio. Es muy conocida por su trabajo en el establecimiento de protocolos y programas para la gestión del patrimonio cultural en Australia.

## Educación
En 1964, Sullivan se graduó en historia y arqueología en la Universidad de Nueva Inglaterra, Australia . Su tesis, dirigida por Isabel McBryde, fue la primera realizada sobre arqueología prehistórica en Australia. En 1965, Sullivan completó una licenciatura en educación en la Universidad de Nueva Inglaterra. En 1974, Sullivan terminó una maestría en arqueología. En 2003, Sullivan recibió un Doctorado honorario en Letras de la Universidad James Cook .

## Carrera profesional
Sullivan comenzó su carrera como funcionaria pública del Servicio de Vida Silvestre y Parques Nacionales de Nueva Gales del Sur, donde abogó por la legislación de gestión del patrimonio. Fue profesora asistente en la Universidad de Nueva Inglaterra y la Universidad de Queensland. Actualmente trabaja en la firma consultora de patrimonio Sullivan Blazejowski and Associates. Ha trabajado con organizaciones globales, incluido el gobierno chino al que ayudó en la conservación del patrimonio en sitios como las cuevas de Mogao. Ocupó un puesto en el Australian Heritage Council como experta histórica desde noviembre de 2008 hasta noviembre de 2011. Sullivan es autora de cinco libros y 50 artículos. El Día de Australia de 2004 fue reconocida con la Orden de Australia. Fue reconocida como miembro de ICOMOS Worldwide y formó parte del comité australiano de ICOMOS a principios de la década de 2000. En 2005, Sullivan recibió la medalla Rhys Jones por su contribución destacada a la arqueología australiana. En 2013, para honrar sus contribuciones de toda la vida, el Australian Heritage Council nombró el premio Sharon Sullivan National Heritage Award que reconoce las contribuciones hechas al patrimonio natural, indígena e histórico.

## Publicaciones
- Sullivan, S. 2015 Does the practice of heritage as we know it have a future? Historic Environment 27(2): 110-117.
- Sullivan, S. and R. Mackay (eds) 2012 Archaeological Sites - Conservation and Management. Los Angeles, CA: The Getty Conservation Institute.[11]
- Altenburg, K. and S. Sullivan 2012 A matter of principle: Heritage management in Australia and China. Historic Environment 24(1): 41-48.
- Sullivan, S. 2008 More Unconsidered Trifles? Aboriginal and Archaeological Heritage Values: Integration and Disjuncture in Cultural Heritage Management Practice. Australian Archaeology 67(1): 107-115.
- Sullivan, S. 2004 Local Involvement and Traditional Practices in the World Heritage System. In E. de Merode, R. Smeets and C. Westrik (eds.), Linking Universal and Local Values: Managing a Sustainable Future for World Heritage, pp. 49–55. World Heritage Papers 13. Paris: UNESCO World Heritage Centre.[12]
- Sullivan, S. 2004 Aboriginal sites and the Burra Charter. Historic Environment 18(1): 37-39.
- Pearson M. and S. Sullivan 1995 Looking After Heritage Places: The Basics of Heritage Planning for Managers, Landowners, and Administrators. Melbourne: Melbourne University Press.[13]
- Sullivan, S. 1993 Cultural values and cultural imperialism. Historic Environment 10(2/3): 54-62.
- Sullivan, S. 1983 Aboriginal sites and ICOMOS guidelines. Historic Environment 3(1): 14-33.
- Sullivan S. "Aboriginal Relics in New South Wales: Sharon Sullivan."[14]
- Sullivan S. "The Aborigines of New South Wales: Mountain People."[15]
- Sullivan S. "The Traditional Culture of the Aborigines of North Western New South Wales."[16]

## Reconocimiento
- Elegido miembro de la Academia Australiana de Humanidades en 1996[17]
- Galardonado con la Medalla del Centenario en 2001[18]
- Honrado como Oficial de la Orden de Australia en 2004[19]
- Galardonado con la medalla Rhys Jones en 2005
- Premiado como miembro vitalicio de ICOMOS en todo el mundo en 2005